# Shimada Yuki
Yuki Shimada (sinh ngày 18 tháng 11 năm 1986) là một cầu thủ bóng đá người Nhật Bản.

## Sự nghiệp câu lạc bộ
Yuki Shimada đã từng chơi cho Mito HollyHock.